# Liste der Kulturgüter in Caslano
Die Liste der Kulturgüter in Caslano enthält alle Objekte in der Gemeinde Caslano im Kanton Tessin, die gemäss der Haager Konvention zum Schutz von Kulturgut bei bewaffneten Konflikten, dem Bundesgesetz vom 20. Juni 2014 über den Schutz der Kulturgüter bei bewaffneten Konflikten sowie der Verordnung vom 29. Oktober 2014 über den Schutz der Kulturgüter bei bewaffneten Konflikten unter Schutz stehen.
Objekte der Kategorie A sind im Gemeindegebiet nicht ausgewiesen, Objekte der Kategorie B sind vollständig in der Liste enthalten, Objekte der Kategorie C fehlen zurzeit (Stand: 1. Januar 2023).

## Kulturgüter
| Foto | | Objekt | Kat. | Typ | Standort                        | Beschreibung |
| ---- | --- | --- | ---- | --- | ------------------------------- | ------------ |
| ja   | Datei hochladen · Wikidata zu Kirche Madonna del Rosario und Kapelle Santa Maria dei Greppi an der Magliasina (Q3673769) | Kirche Madonna del Rosario und Kapelle Santa Maria dei Greppi an der Magliasina / Chiesa della Madonna del Rosario e cappella di Santa Maria dei Greppi alla Magliasina KGS-Nr.: 05377 | B    | G   | Via Cantonale 60 711377 / 92820 |              |
| ja   | Datei hochladen · Wikidata zu Pfarrkirche San Cristoforo (Q3669814)                                                      | Pfarrkirche San Cristoforo / Chiesa parrochiale di San Cristoforo KGS-Nr.: 05378 | B    | G   | Via Chiesa 711970 / 92181       |              |
| ja   | Datei hochladen · Wikidata zu Ehemalige Ziegelei (Q29884147)                                                             | Ehemalige Ziegelei / Vecchia fornace KGS-Nr.: 11933 | B    | G   | Via Torrazza 93 711428 / 90754  |              |
| ja   | Datei hochladen · Wikidata zu Fischereimuseum Caslano (Q3868103)                                                         | Fischereimuseum / Museo della pesca KGS-Nr.: 12043 | B    | S   | Via Meriggi 32 712025 / 91679   |              |
| ja   | Datei hochladen · Wikidata zu Villa Mainini-Ferretti (Q117276596)                                                        | Villa Mainini-Ferretti KGS-Nr.: 17210 | B    | G   | Piazza Lago 50 712218 / 92109   |              |